# Arroyo Tala Chico (Arroyo Tala)
Der Arroyo Tala Chico ist ein im Süden Uruguays auf dem Gebiet des Departamento San José gelegener Fluss.
Er entspringt nördlich von Carreta Quemada und mündet westlich dieses Ortes in den Arroyo Tala, einen Nebenfluss des Arroyo Carreta Quemada.